# 中国格萨尔文化博物馆
中国格萨尔文化博物馆，也被称为中国格萨尔博物馆、果洛州格萨尔博物馆，位于青海省果洛藏族自治州色达县大武镇团结路的一座以格萨尔文化艺术为主题的博物馆。

## 文化背景
2008年，青海果洛州被中国民间文艺家协会命名为“中国格萨尔文化之乡”。2014年，中华人民共和国文化部批准设立“中国格萨尔文化(果洛)生态保护实验区”。

## 历史
2010年6月29日，青海果洛州《格萨尔》博物馆建设北京发布会在北京人民大会堂举办。2011年6月，正式开工建设。2012年9月，主体完工。2014年，布展内容基本敲定。2015年底，该馆的主体建筑竣工，2016年进入布展阶段。

## 建筑规模
该馆整体建筑为3层框架结构，总建筑面积5279平方米。